# L'amore mi perseguita
L'amore mi perseguita è un singolo della cantante italiana Giusy Ferreri, il terzo estratto dal quinto album in studio Girotondo e pubblicato il 25 agosto 2017.

## Antefatti e pubblicazione
L'amore mi perseguita, una delle ultime tracce registrate dell'album, è stata fatta ascoltare alla cantante in studio di registrazione e la stessa se ne è subito innamorata. Inizialmente il brano è stato inciso in versione solista dalla cantante che ha poi preferito realizzarlo in duetto per rappresentare al meglio il concetto dell'amore che tormenta «sia in chiave femminile che in chiave maschile».
Il brano è stato fatto sentire in anteprima radiofonica sull'emittente RTL 102.5 (ed in contemporanea su RTL 102.5 TV) durante la trasmissione The Flight il 2 marzo 2017.

## Descrizione
L'amore mi perseguita, che vede la partecipazione vocale del cantante nonché leader dei Tiromancino Federico Zampaglione, definito dalla Ferreri come "un bellissimo dono ricevuto da Federico" racconta di  «un amore che ritorna costantemente sui suoi passi per ammettere e riconoscere che a volte ciò che unisce due persone è più forte di ciò che le divide. Un amore talmente forte che quasi ti perseguita…».

## Video musicale
Il videoclip ufficiale de L'amore mi perseguita è stato diretto da Federico Zampaglione ed è stato pubblicato il 24 agosto 2017 in anteprima attraverso il sito Corriere della Sera e il giorno dopo sul canale Vevo della cantante.
Il videoclip è stato ambientato per tutta la durata ai giardini pubblici Indro Montanelli di Milano, mentre la sinossi del video è quella che "il sentimento è talmente forte da 'perseguitare' i due protagonisti" della storia interpretati dai due cantanti.

## Tracce
Testi e musiche di Luca Chiaravalli e Federico Zampaglione.
1. L'amore mi perseguita – 3:26

## Formazione
- Giusy Ferreri – voce
- Federico Zampaglione – featuring, chitarra acustica, chitarra elettrica
- Luca Chiaravalli – tastiere, programmazione
- Enrico Brun – synth addizionale
- Emiliano Bassi – batteria

## Classifiche
| Classifica                | Posizione |
| ------------------------- | --------- |
| Italia (airplay)          | 6         |
| Italia (airplay italiane) | 3         |